# NGC 1238
NGC 1238 este o galaxie eliptică situată în constelația Eridanul. A fost descoperită în 1 noiembrie 1886 de către Lewis A. Swift. Se află la o distanță de 67,29 de megaparseci de Pământ.